# بخش رانکوه
بخش رانکوه یکی از بخش‌های شهرستان املش در استان گیلان در شمال ایران است.

## تقسیمات کشوری
- بخش رانکوه
  - دهستان سمام
  - دهستان شبخوس لات
  - دهستان کجید

شهر: رانکوه

## جمعیت
بنابر سرشماری مرکز آمار ایران، جمعیت بخش رانکوه شهرستان املش در سال ۱۳۹۵ برابر با ۱۴۸۰۴ نفر بوده‌است.